# Okres Kavajë
Okres Kavajë (albánsky Rrethi i Kavajës) je jedním z 36 albánských okresů. Má rozlohu 393 km² a okolo 78 500 obyvatel (2005). Hlavním městem okresu je město Kavajë.

## Poloha
Okres leží ve střední části Albánie při pobřeží Jaderského moře.